# Perekopska prevlaka
Perekopska prevlaka (ukr. Перекопський перешийок,  krim. tat. Or boynu, Ор бойну, Or boğazı, rus. Переко́пский переше́ек) je ime prevlake kojom je Krim spojen s europskim tlom tj. s Ukrajinom.

## Zemljopisne karakteristike
Perekopska prevlaka je uski pojas kopna širok oko 8 km, koji se prostire od Crnog mora na zapadu do Azovskog mora na istoku, odnosno njegove pličine Sivaš.
Na krajnjem sjeveru prevlake je granica između Autonomne Republike Krim i ukrajinske Hersonske oblasti.
Duž prevlake leže naselja Krasnoperekopsk, Armjansk, Suvorovo i Perekop. U Perekopu se nalazila istoimena utvrda Krimskih Tatara (nastala u starom vijeku, izgradili je Cimerijci radi obrane od Skita; ukr. Перекопський вал, Перекопський рів, Турецький вал, Ор, Тафрос; rus. Переко́пский вал, Турецкий вал) po kome je kasnije nazvana čitava prevlaka. Preko prevlake prolazi i Sjevernokrimski kanal kojim se do 2014. prebacivala vode iz rijeke Dnjepar do sušnih dijelova poluotoka. Tijekom Krimske krize 2014. godine, Ukrajina je zatvorila dotok vode Krimu.